# 상당고등학교
상당고등학교(上黨高等學校)는 대한민국 충청북도 청주시 상당구 용암동에 있는 공립 고등학교이다.

## 학교 연혁
- 1996년 1월 11일 : 용암여자고등학교 설립 인가
- 1997년 3월 1일 : 상당고등학교 개교
- 1997년 3월 4일 : 제1회 입학식 (526명 입학)
- 2002년 8월 30일 : 강당 준공
- 2006년 3월 20일 : 기숙사 준공
- 2012년 3월 1일 : 교과교실제 및 창의경영학교 운영
- 2024년 1월 31일 : 제25회 졸업식(244명)
- 2024년 3월 4일 : 제28회 입학식(274명)
- 2024년 9월 1일 : 제11대 서영일 교장 부임

## 참고 자료
- 상당고등학교 - 한국교육학술정보원 학교알리미